# Chuck Close
Chuck Close (5. července 1940 Monroe – 19. srpna 2021 Oceanside, Hempstead, New York) byl americký vizuální umělec, malíř a fotograf. Studoval na Washingtonské univerzitě a později na Yaleově. Díky Fulbrightovu stipendiu později studoval také na Akademii výtvarných umění ve Vídni. Nejčastěji tvořil velkoformátové fotorealistické portréty. Uvedl, že důvodem, proč se věnuje portrétům, je jeho prosopagnosie, tj. neschopnost rozeznávání tváří. V roce 1988 částečně ochrnul, ale nadále tvořil. V roce 1990 získal cenu Infinity Award for Art.

## Galerie

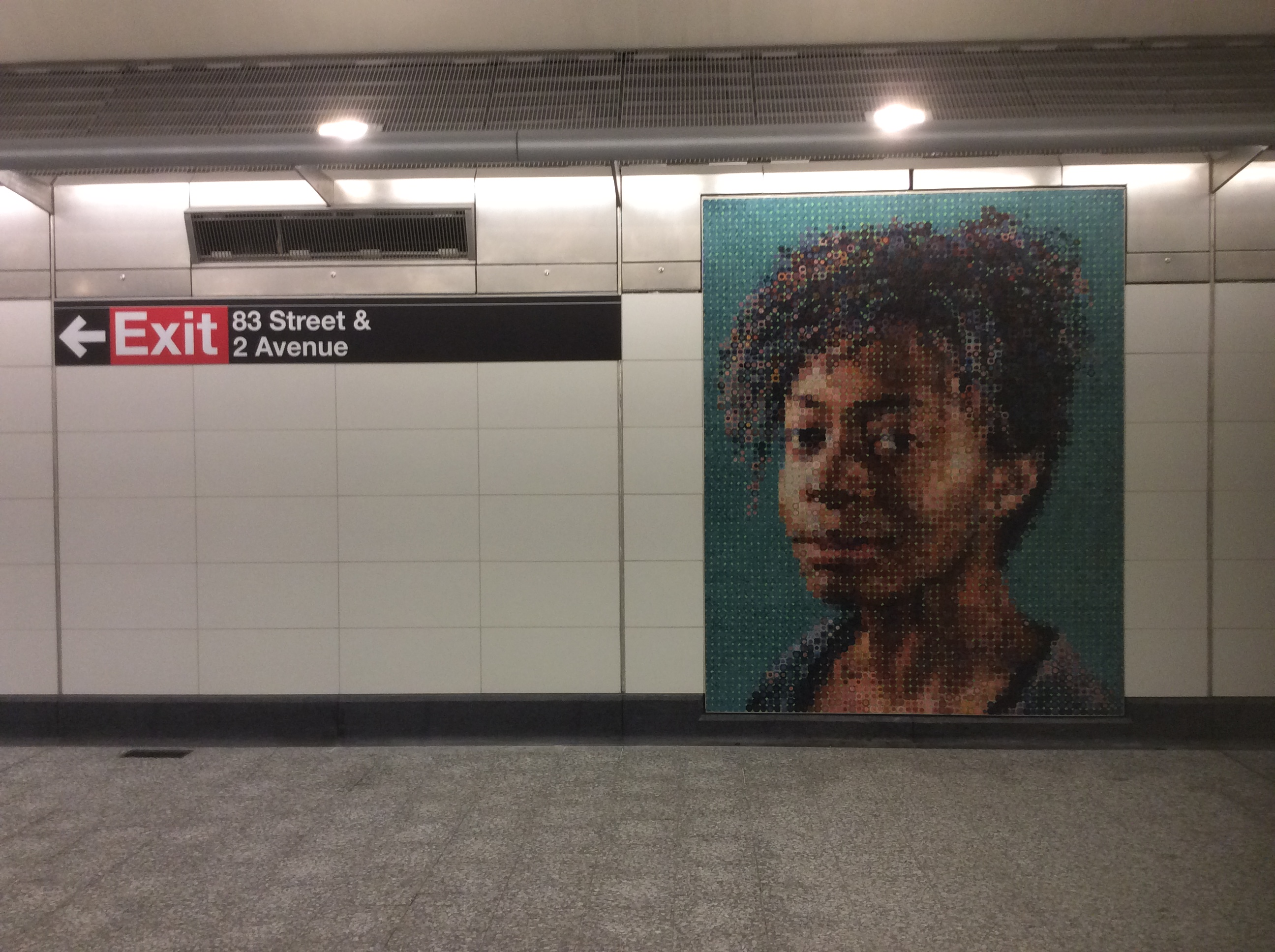
Subway Portraits, New York City Subway
Subway Portraits, New York City Subway